# Leia bicolor
Leia bicolor är en tvåvingeart som först beskrevs av Fisher 1939.  Leia bicolor ingår i släktet Leia och familjen svampmyggor.
Artens utbredningsområde är Costa Rica. Inga underarter finns listade i Catalogue of Life.